# Љаснаја
Љаснаја (блр. Лясная; рус. Лесная; пољ. Leśna) река је која протиче кроз западни део Брестске области у Републици Белорусији, и десна је притока реке Буг (део басена реке Висле и Балтичког мора).
Настаје спајањем река Лева (Левая) и Десна Љаснаја (Правая Лесная) недалеко од града Камјанеца, тече преко Прибушке равнице и Брестског Полесја и улива се у реку Буг западно од града Бреста на самој граници Белорусије и Пољске. 
Укупна дужина водотока је 85 km, површина сливног подручја 2.650 km², а просечан проток у зони ушћа око 13 m³/s. Речна обала је доста ниска, до 4 km широка, замочварена и обрасла мешовитим шумама. Наплавна равница широка је између 200 и 600 метара. 
Прима неколико мањих притока, попут Градавке и Кривуље (обе дужине 13 km), те неколико мелиорационих канала. 
На њеним обалама налази се град Камјанец.